# Moïse Bangtéké
 (octobre 2022).
Moïse Bangtéké est un journaliste camerounais né le 10 février 1963 et mort le 10 mai 2013 à Douala.

## Biographie

### Enfance, éducation et débuts
Moïse Bangtéké est originaire de Bebondo, en pays Yabassi, dans le littoral du Cameroun.
Il est né le 10 janvier 1963, de Gustave Hefou et de Christine Mbenga. Il est orphelin tôt. Il suit des études littéraires.

### Carrière
Moïse Bangtéké commence à la radio en 1982. Fonctionnaire en 1984, il est repéré par Saint Lazare Amougou. En 1996, il suit une formation à Radio France internationale (Rfi). Il est fortement influencé par Foly Dirane. Il devient journaliste sportif. Il influence et inspire d'autres vocations telles celle de Moïse Benga.
Il est le premier animateur de télévision à diffuser le groupe Zangalewa sur les médias.
En fin de carrière, il occupe plusieurs postes de responsabilité.
Il meurt le matin du 10 mai 2013 à la suite d'un malaise en faisant du sport à Douala à l'age de 50 ans,,.

## Vie privée
Moïse Bangtéké est le père de Boris Bangtéké, enfant qu'il a eu de sa liaison avec Nadia Ewande.